# Qatar Radio
Qatar Radio (QR) (in arabo راديو قطر‎?, radiu qatar) è una stazione radiofonica pubblica qatariota, di proprietà del governo del Qatar, gestita dall'ente radiotelevisivo Qatar Media Corporation (QMC).

## Storia
Nel 1965 fu fondata la prima stazione radio qatariota: la Radio della Grande Moschea, che trasmetteva il Corano, programmi religiosi e notizie il Venerdì e in occasioni speciali. Questo evento fu il più importante per la formazione ufficiale di Radio Qatar il 25 giugno 1968.
Qatar Radio ha iniziato a trasmettere in onde medie per cinque ore in due periodi in lingua araba: la mattina per un'ora e mezza e la sera per tre ore.
Successivamente la sua trasmissione aumentò, diventando nove ore nel 1969, poi 13 ore nel 1970, e ancora a diciannove ore nel 1982 fino a quando la trasmissione divenne 24 ore su 24 dal 2002 a oggi.
All’inizio, e come parte di un piano ambizioso per trasmettere la voce del Qatar ai non arabi all’interno e all’esterno del paese, fu creato un programma "straniero" in inglese nel 1971. La trasmissione iniziò con un’ora fino a raggiungere poi le diciannove ore nel 2004.
Nel 1980, il servizio di trasmissione cominciò ad essere anche in lingua urdu, che trovò grande risonanza tra la comunità linguistica del Qatar e del resto dei paesi del Golfo Persico, poiché iniziò a trasmettere per un'ora al giorno sulle onde medie, e nel 1989 la sua trasmissione è stata estesa fino a 3 ore.
Nel 1985 fu lanciato un nuovo servizio in lingua francese, che iniziò a trasmettere tre ore al giorno in onde medie, un servizio unico in tutta la regione.
Non appena arrivò l'anno 1992, Qatar Radio offrì ai suoi ascoltatori un nuovo servizio fondando la radio "Il Sacro Corano", che si occupa della trasmissione del Sacro Corano.
Qatar Radio fu membro associato dell'UER dal 2009, poi rimosso lo stesso anno per inattività. QR provò a partecipare senza successo all'Eurovision Song Contest 2009, dato che bisognava avere almeno 1 emittente televisiva come membro, cosa che il Qatar non aveva.